# Abou-Raïta
Abou Raïta (en arabe Ḥabīb ibn Hidmah Abū Rā'iṭah al-Takrītī) est un théologien chrétien de langue arabe, appartenant à l'Église jacobite, né à Tikrit vers 775, mort vers 835.

## Éléments biographiques
Comme l'indique son nom, présent sur les manuscrits de ses œuvres, il était natif de Tikrit, à l'époque grand centre de l'Église jacobite en Mésopotamie, siège des maphriens. Il est l'un des premiers écrivains chrétiens à utiliser l'arabe, mais des particularités de sa langue conduisent à penser qu'il était par sa naissance et sa famille un locuteur du syriaque. Son surnom « Abou Raïta » doit vraisemblablement s'interpréter comme « père d'une fille nommé Raïta », ce qui indique qu'il était marié, père d'au moins une fille, et sans fils survivant. Contrairement à ce qu'on a pensé traditionnellement, il est probable qu'il n'était pas évêque, mais mallpono en syriaque, vardapet dans les textes arméniens, c'est-à-dire docteur en théologie, et consultant dans cette discipline.
Seules deux dates peuvent être assignées précisément à sa biographie. D'une part, vers 815, il envoya son parent l'archidiacre Nonnos de Nisibe le représenter dans un débat avec le théologien melkite Théodore Abu Qurrah à la cour du prince arménien (išxan) Achot IV Bagratouni (dit « Achot le Carnassier »). Deux des textes conservés d'Abou Raïta (Sur l'union et Sur le Trisagion) sont adressés au prince. Dans le premier, il écrit ceci : « Votre lettre, Excellence, me parvient alors que je suis enchaîné, détenu, empêché de me précipiter à vos ordres et de venir à vous. Certainement cet obstacle vient de Dieu : la vilenie tout autour de moi m'entrave, et je me plains à Dieu de mon infortune, mais je ne trouve personne pour m'aider, et donc j'ai décidé de vous envoyer [...] le diacre Ilyān, mon parent » (Sur l'union, 2). On ignore comment il faut interpréter les difficultés dont il est question ici, au sens propre ou au sens figuré : souffrait-il d'une maladie chronique? ou était-il vraiment en prison? Le chroniqueur Vardan Areveltsi raconte : « À cette époque un évêque du nom d'Apikuṙa (= Théodore Abu Qurra) arriva chez Achot et essaya de le convertir à Chalcédoine. Quand Buret (= Abou Raïta), un certain vardapet de Mésopotamie, en entendit parler, il envoya le diacre Nana, qui arriva et eut une dispute avec Apikuṙa, qu'il vainquit par la puissance du Saint-Esprit. Ainsi l'išxan chassa Apikuṙa et se conforta plus encore dans la foi de saint Grégoire ».
Le deuxième événement de sa biographie datable avec précision est son implication dans le synode de Reshaïna (Ras al-Ayn) en 827/828, qui aboutit à la déposition du métropolite Philoxène de Nisibe. Voici le compte-rendu de Michel le Syrien : « Cette année-là, un synode de quarante évêques se réunit avec le patriarche Mor Diunosios dans le monastère d'Asphoulos, près de Reshaïna, au sujet de Philoxène de Nisibe, qu'il avait démis de son siège épiscopal. Ceux qui portaient les accusations contre lui étaient son archidiacre Nonnos de Nisibe et Abou Raïta de Tikrit, tous deux savants et philosophes. Quand Philoxène fut convoqué devant le synode, il ne se présenta pas, et sans permission il retourna à Nisibe. Le synode déclara alors Abiram (= Abraham de Qartamin, schismatique) et Philoxène anathèmes, et les deux devinrent associés » (Chronique, III/50, IV/507). Est jointe une lettre de Denys de Tell-Mahré précisant que les évêques avaient attendu six ans pour prendre une décision, ce qui situe les accusations des deux mallponé en 822.
Dans le manuscrit d'un texte d'Abou Raïta intitulé Défense du christianisme par l'usage de la raison (Ms Sbath 1017, XVe siècle, égyptien), on trouve en suscription le nom « Ṯumāmah », c'est-à-dire Abū Ma'an Ṯumāmah ibn al-Ašras an-Numaryī al-Baṣrī, célèbre théologien musulman de la tendance mutazilite, mort en 828. Malgré le caractère tardif et isolé de cette suscription, elle doit être considérée comme authentique, car ce Ṯumāmah n'était quand même pas si connu qu'un copiste égyptien chrétien du XVe siècle aurait pu l'inventer. Plusieurs des textes d'Abou Raïta (notamment les traités Sur la Trinité et Sur l'Incarnation) paraissent avoir été tirés de conversations et débats qui avaient lieu à l'époque à Bagdad entre musulmans, juifs et chrétiens de différentes dénominations.

## Œuvres
Les écrits d'Abou Raïta peuvent être divisés en deux groupes : des réfutations des positions théologiques des deux dénominations chrétiennes concurrentes, l'Église melkite et l'Église nestorienne, et des réponses aux questions et accusations formulées par les musulmans au sujet du christianisme. Cette deuxième catégorie est surtout constituée de lettres adressées à des coreligionnaires pour leur indiquer comment répondre aux musulmans. La méthode préconisée est d'ordre philosophique, puisque les musulmans mettaient en doute l'authenticité des Écritures canoniques chrétiennes : il s'agit de partir de points d'accord avec eux pour ensuite en tirer des conclusions logiques en faveur de l'enseignement chrétien.
Le traité Défense du christianisme par l'usage de la raison est donc une réponse directe à un théologien musulman, Ṯumāmah. Sinon, les argumentaires anti-musulmans sont les traités Sur la Sainte Trinité, Sur l'Incarnation, Sur la preuve de la religion chrétienne et la preuve de la Sainte Trinité, les Témoignages des paroles de la Torah, des Prophètes et des Saints et un texte très bref Sur la démonstration de la vraisemblance du christianisme. Sinon, appartiennent à la polémique entre Églises chrétiennes les deux textes adressés à Achot Msaker (Sur l'union et Sur le Trisagion), un autre texte Sur le Trisagion et une Réfutation des arguments des melkites. En outre, on trouve des citations de deux ou trois autres traités d'Abou Raïta (sur la Trinité, l'Incarnation et les pratiques chrétiennes) dans une compilation intitulée Extraits du Livre de la confession des pères. On possède d'autre part un compte-rendu, dû à un autre auteur, d'un débat sur la christologie auquel prit part Abou Raïta.  

## Éditions
- Georg Graf (éd.), Die Schriften des Jacobiten Habib ibn Hidma Abu Ra'ita, CSCO 130-131, Script. Arab. 14-15, Louvain, 1951 (arabe et allemand).